# Pauline Bugnard
Pauline Bugnard (ur. 28 czerwca 1984 r.) – francuska wioślarka.

## Osiągnięcia
- Mistrzostwa Europy – Montemor-o-Velho 2010 – ósemka – 8. miejsce[1].